# LGV Poitiers–Limoges
Az LGV Poitiers–Limoges egy tervezett 100 km hosszú, kétvágányú, 25 kV 50 Hz-cel villamosított, nagysebességű vasútvonal volt Franciaországban, melynek céljai:
- az LGV Sud Europe Atlantique meghosszabbítása révén a Párizs–Limoges utazási idő 2 óra alá csökkentése,
- a Poitiers és Limoges közötti utazási idő lecsökkentése 40 perc alá.

A tervek szerint az építkezés 2014-ben indult volna meg, a vonalat pedig 2017-ben adták volna át a forgalomnak. Ám a tervet elhalasztották 2030 utánra. A projektet végül 2017-ben, Emmanuel Macron elnök új kormányzása alatt törölték.

## Fordítás
- Ez a szócikk részben vagy egészben  a   LGV Poitiers-Limoges című angol Wikipédia-szócikk ezen változatának fordításán alapul.  Az eredeti cikk szerkesztőit annak laptörténete sorolja fel. Ez a jelzés csupán a megfogalmazás eredetét és a szerzői jogokat jelzi, nem szolgál a cikkben szereplő információk forrásmegjelöléseként.